# Egberto de Schönau
Egberto de Schönau (em latim: Eckbertus ou Egbertus Schonaugiensis; em alemão:  Eckebert; m. 28 de março de 1184) foi um abade beneditino da Abadia de Schönau nascido numa importante família da Renânia central no século XII famoso por ter escrito diversas obras em latim.

## Vida
Egberto foi, por um tempo, cônego na igreja colegiada de São Cássio e São Florêncio em Bonn. Em 1155, tornou-se monge em Schönau, na Diocese de Tréveris, e, em 1166, depois da morte do primeiro abade, Hildelin, assumiu a direção do mosteiro. Pregou e escreveu muitas obras sobre a salvação das almas e a conversão dos heréticos, principalmente os cátaros, que eram numerosos na Renânia na época. Enquanto cônego, teve muitas oportunidades para debater com os heréticos e, depois de seus votos monásticos, foi convidado por Rainaldo de Dassel, arcebispo de Colônia, a debater publicamente com os líderes da seita em Colônia.

## Obras
Suas obras sobreviventes são:
- "Sermones contra Catharos", que incorpora trechos de "Manichæans", de Santo Agostinho (Patrologia Latina, CXCV)
- "De Laube Crucis" (Patrologia Latina, CXCV)
- "Soliloquium seu Meditationes"  (Patrologia Latina, CXCV)
- "Ad Beatam Virginem Deiparam sermo Panegyricus"  (Patrologia Latina, CLXXXIV)
- "De sanctâ Elizabethâ virgine", uma biografia de sua irmã, Isabel de Schönau, uma freira beneditina, mística e visionária famosa. Parte do texto está na Patrologia Latina, CXCV, e também na "Acta Sanctorum", junho, IV, 501 sqq. (ed. Palmé, 1867).
- A edição completa de suas obras está em Roth, "Die Visionen der hl. Elisabeth und die Schriften der Aebte Ekbert und Emecho von Schönau" (Brno, 1884).

## Atribuição
- "Eckebert" na edição de 1913 da Enciclopédia Católica (em inglês).  Em domínio público.
- "St. Elizabeth of Schönau" na edição de 1913 da Enciclopédia Católica (em inglês).  Em domínio público.